# Liste der Bodendenkmale in Naunhof
In der Liste der Bodendenkmale in Naunhof sind die Bodendenkmale der Stadt Naunhof und ihrer Ortsteile nach dem Stand der Auflistung von Klaus Kroitzsch und Harald Quietzsch aus dem Jahr 1984 aufgelistet. Eventuelle Änderungen und Ergänzungen, insbesondere aus der Zeit nach der Wende, sind nicht berücksichtigt, da für Sachsen aktuell keine neueren allgemein zugänglichen Bodendenkmallisten vorliegen. Die Baudenkmale sind in der Liste der Kulturdenkmale in Naunhof aufgeführt.
| Denkmal-ID | Fundart            | Ortsteil      | Bezeichnung                | Zeitstellung | Lage                                                                                | Bemerkungen | Bild |
| ---------- | ------------------ | ------------- | -------------------------- | ------------ | ----------------------------------------------------------------------------------- | --- | ---- |
| ?          | Befestigung > Burg | Albrechtshain | Wasserburg                 | Mittelalter  | südöstlicher Ortsrand, Partheniederung                                              | Bühl teilweise abgetragen, umlaufender Rechteckgraben zeichnet sich nur stellenweise ab, Schutz seit 23. Mai 1935, erneuert 17. Mai 1956    |      |
| ?          | Befestigung > Burg | Eicha         | Wasserburg                 | Mittelalter  | im Ort, Vorwerk                                                                     | rechteckige Anlage mit umlaufendem trockengelegtem und teilweise verfülltem Graben, Schutz seit 8. Februar 1974                             |      |
| ?          | Befestigung > Burg | Naunhof       | Wasserburg „Altes Schloss“ | Mittelalter  | südlicher Ortsrand, Partheniederung, Bereich des Sportplatzes                       | oberirdisch nicht mehr erkennbar, Schutz seit 15. Juli 1935, erneuert 17. Mai 1956                                                          |      |
| ?          | Befestigung > Burg | Naunhof       | Wasserburg Lindhardt       | Mittelalter  | direkt südlich von Lindhardt, Partheniederung, südlich der Försterei und des Teichs | Rechteckbühl mit gerundeten Ecken, umlaufender trockengelegter Graben, verflachter Außenwall im Osten und Süden, Schutz seit 1. August 1958 |      |